# HeroQuest
HeroQuest ist ein 1989 von Hasbro veröffentlichtes Brettspiel, das sich an Fantasy-Rollenspiele anlehnt. Das Spiel von Autor Stephen Baker entstand in Zusammenarbeit mit Games Workshop und erschien beim Hasbro-Label Milton Bradley in Europa und Australien. 1990 erschien eine angepasste Ausgabe in den Vereinigten Staaten. 2021 veröffentlichte Hasbro eine Neuauflage.
In HeroQuest tritt eine Heldengruppe aus bis zu vier Spielern im Stil klassischer Pen-&-Paper-Rollenspiele gegen den von einem Spielleiter gespielten Hexenmeister an. Die Helden (im Spiel Heroen genannt) kämpfen sich durch dessen Verliese gegen verschiedene Monster und sammeln im Spielverlauf Ausrüstung und Schätze, die sie über mehrere Spielpartien hinweg stärker werden lassen. Die Hintergrundgeschichte des Originalspiels fußte in der Welt von Warhammer Fantasy, während die Neuauflage von 2021 aus lizenzrechtlichen Gründen darauf verzichtet.
HeroQuest gilt als Brettspiel-Klassiker mit Kultstatus und Vorläufer bis heute erscheinender Gesellschaftsspiele mit ähnlichem Spielprinzip.

## Geschichte
HeroQuest von Autor Stephen Baker entstand in Zusammenarbeit mit Games Workshop und erschien 1989 in Europa und Australien bei Milton Bradley, seit der Übernahme 1984 ein Label von Hasbro. Eine Version mit angepasstem Regelwerk erschien 1990 in den Vereinigten Staaten. Die Originalausgabe enthielt detaillierte Kunststoff-Spielfiguren von Citadel Miniatures.
Das erste Erweiterungsset Karak Varn erschien 1989 in Europa und Australasien, 1991 auch in Nordamerika.
Die Rückkehr des Hexers erschien als zweites Ergänzungsset 1990 in Europa und Australasien und im darauffolgenden Jahr in Nordamerika. In 1990 und 1991 erschienen Gegen die Ogre Horden und Morcars Magier nur in Europa und Australasien. Ausschließlich auf dem nordamerikanischen Markt wurden 1992 Barbarian Quest Pack und Elf Quest Pack von Kathryn L. Connors veröffentlicht, zweiteres aus markenrechtlichen Gründen nachträglich in Quest Pack for the Elf umbenannt.
In Europa ist 1990 ein Adventure Design Kit erschienen, eine Erweiterung mit Kopiervorlagen, Aufklebern und Blankoplänen, die das Erstellen eigener Herausforderungen ermöglicht.
Die 1991 in Japan veröffentlichte Version enthielt nochmals andere Regeln sowie eine andere Hintergrundgeschichte mit daran angepassten Szenarien, als die westlichen Editionen. Darin reisen die Helden auf die Insel Neef, um die Wiedergeburt des Chaosgottes Grimdead zu verhindern. Das Questbuch ist in Abschnitte mit ansteigendem Schwierigkeitsgrad unterteilt. Die ersten drei Herausforderungen sind für Anfänger, fünf weitere haben mittlere Schwierigkeit und Quests die letzten fünf sind als schwierig eingestuft. Zum Spielumfang der japanischen Version gehören fünf zusätzliche Artefaktkarten. Eine zusätzliche Regel ermöglicht den Heroen, Charakterstufen aufzusteigen.
Ende 1991 erschien in Großbritannien das 36-seitige Comic-Sonderheft HeroQuest – A Marvel Winter Special mit Hintergrundinformationen zum Spiel, einer Anleitung zum Bemalen der Spielfiguren, der Herausforderung Revenge of the Weather-Man, einer Übersicht aller bis dahin erschienenen HeroQuest-Produkte und dem Comicstrip United We Stand mit den vier Heroen aus dem Spiel. Abgedruckt war zudem eine Reihe neuer Marker, die aus dem Heft ausgeschnitten im Spiel verwendet werden können.
Die in Europa 1992 veröffentlichte Master Edition (Advanced Quest Edition) – eine alternative Version des Grundspieles mit zusätzlichem Inhalt – enthielt zudem noch die Erweiterung Die schwarze Garde (The Dark Company).
Games Workshop verkaufte alle vorhandenen Materialien im April 1993 an Hasbro.
2013 stellte der spanische Miniaturen-Hersteller Gamezone ein Crowdfunding-Projekt auf Kickstarter vor, das HeroQuest anlässlich des 25. Jahrestags seines Ersterscheinens in einer überarbeiteten Version auf den Markt bringen sollte. Die Finanzierungskampagne wurde aus markenrechtlichen Gründen vorzeitig eingestellt. Später wurde eine weitere Crowdfunding-Aktion über die spanische Website Lanzanos.com initiiert.
Das Originalspiel und seine Erweiterungssets waren inzwischen zu begehrten Sammlerstücken geworden. So erreichte ein Exemplar von Mage of the Mirror kurz vor Ankündigung der Neuauflage einen Verkaufspreis von über 800 US-Dollar in einer Online-Auktion.

### Neuauflage
2020 kündigte Hasbro eine Neuauflage unter seiner Marke Avalon Hill an. Eine Crowdfunding-Kampagne über die hauseigene Plattform HasLab mit einem Finanzierungsziel von einer Million US-Dollar brachte innerhalb von sechs Wochen über 3,7 Millionen US-Dollar ein. Zahlreiche „Stretch Goals“ sicherten Unterstützern bei Erreichen vorher festgelegter Schwellen des Gesamtbetrags exklusive Boni zu. Die Aktion war während ihrer Laufzeit auf die Vereinigten Staaten und Kanada beschränkt. Nach erfolgreichem Abschluss konnten auch Kunden in Großbritannien, Australien und Neuseeland das Spiel bei Vertriebspartnern von Hasbro bis zum 6. November 2020 vorbestellen. Gleichzeitig wurde eine Veröffentlichung im internationalen Einzelhandel angekündigt. Verantwortlich für die Neugestaltung, die sich am Regelwerk der US-Version orientierte, war Doug Hopkins. Auch Stephen Baker, der Autor des Originals, wirkte an der Überarbeitung mit.
Unterstützer der Crowdfunding-Aktion erhielten ihre Exemplare des Spiels ab Herbst 2021, noch im selben Jahr erschien das Grundspiel ohne Bonus-Inhalte sowie die beiden Erweiterunssets Die Bastion Kellars Keep und Die Rückkehr des Hexen-Lords auch im Einzelhandel, in Europa Anfang 2022. Neuauflagen anderer Erweiterungssets folgten 2022 und 2023. Die erste originale Erweiterung von Avalon Hill erschien im Sommer 2023 mit Mond des Schreckens.
Am 15. September 2021 veröffentlichte Hasbro eine Begleit-App für Android und iOS, die die Aufgaben des Spielleiters übernehmen kann. Dadurch können alle Spieler in Heldenrollen schlüpfen und das Spiel auch allein gespielt werden. Die App lässt sich auch zum Spielen der Originalausgabe verwenden. Während die Oberfläche mehrsprachig umgesetzt wurde, beschränkt sich die Sprachausgabe auf Englisch.
Neben der Neuauflage des Brettspiels erschien 2021 auch eine Adaption von HeroQuest als Kartenspiel von Autor Max Dunbar.

## Spielprinzip

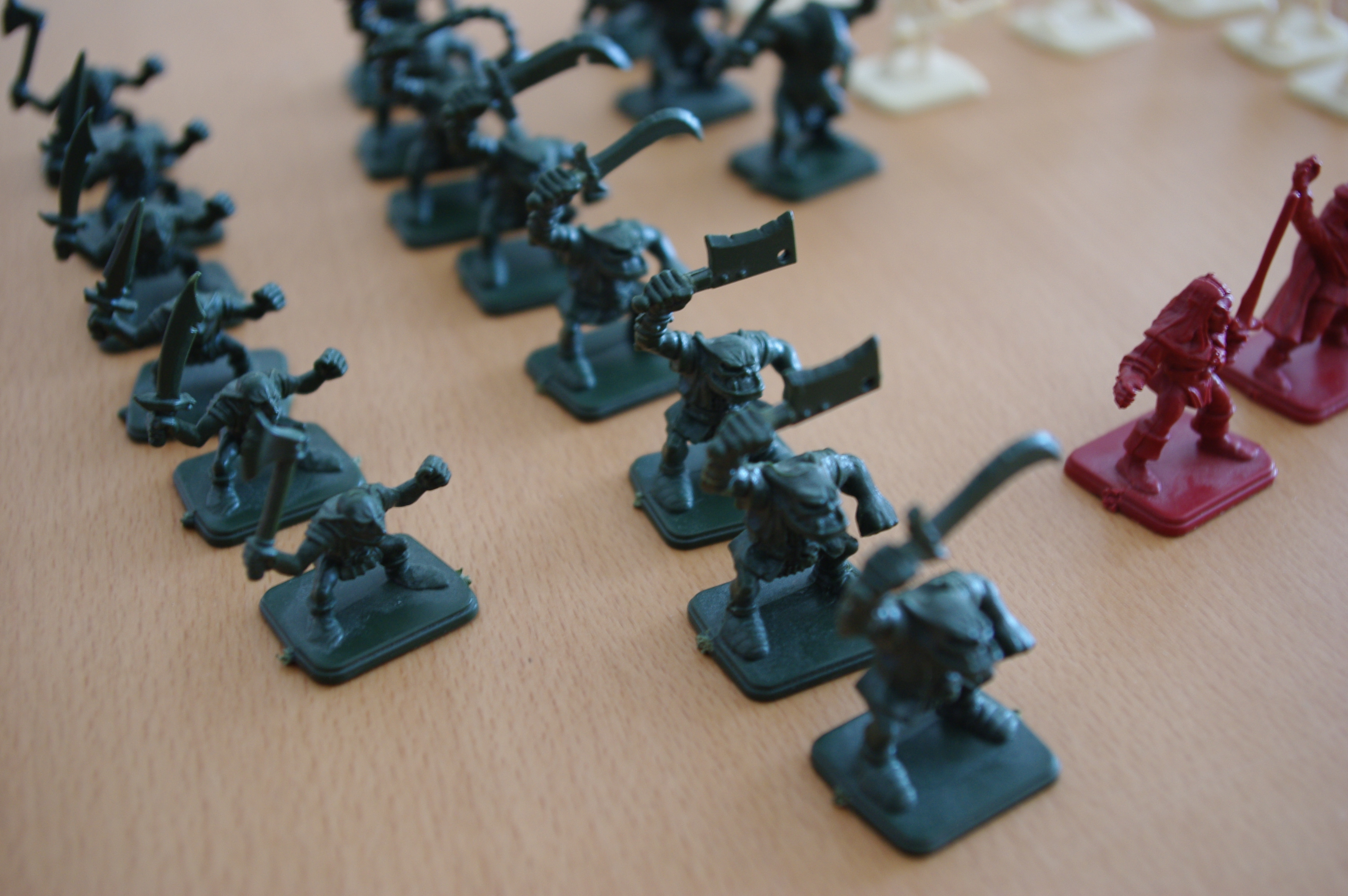
Goblin- und Ork-Miniaturen der Originalausgabe

In HeroQuest spielen bis zu vier Spieler als Heroen (Barbar, Zwerg, Alb und Zauberer) mit unterschiedlichen Fähigkeiten gegen den Spielleiter und Gegenspieler, der als Hexenmeister Morcar (in der US-Version und Neuauflage Zargon) die Monster kontrolliert und die Geschichte im Spielverlauf forterzählt. Der Spielleiter verfügt über den Spielplan, auf dem alle Räume und deren Einrichtung, Fallen, Monster und Schätze verzeichnet sind. Ein zu Beginn leeres Spielbrett mit den Grundrissen mehrerer Räume und Gänge dient als Spielfeld. Darauf werden situationsbedingt Möbel, Türen und Figuren platziert, abhängig davon, welches Szenario gespielt wird und was sich im Sichtfeld der Spielerfiguren befindet. Der Inhalt der Räume wird erst beim Betreten gemäß der Vorlage vom Spielleiter eingerichtet und darin befindliche Gegner und Möbel aufgedeckt. Die Spielfiguren bewegen sich in jedem Zug die mit zwei sechsseitigen Würfeln geworfene Augenzahl fort.
Kämpfe werden mit sechsseitigen Kampfwüfeln ausgetragen, die jeweils einen Schädel, einen weißen oder einen schwarzen Schild zeigen. Eine angreifende Spielfigur (Heroe oder Monster) wirft eine ihrer Angriffsstärke entsprechende Anzahl Kampfwürfel. Jedes Schädelsymbol entspricht einem ausgeteilten Schadenspunkt, der anschließend von der angegriffenen Spielfigur mit dem Wurf von Schilden (weiße für Heroen, schwarze für Monster) abgeblockt werden kann, wobei die Anzahl der Würfel wiederum der Verteidigungsstärke der Figur entspricht. Eingesammelte oder käufliche Ausrüstung, Artefakte und Schätze lassen die Spielfiguren über gespielte Szenarien hinweg allmählich stärker werden.

## Versionen des Grundspiels
- 1989: HeroQuest, das in Europa und Australasien veröffentlichte Originalspiel (hier lässt sich je nach Land weiter differenzieren )
- 1989: Advanced HeroQuest – eine modulare Weiterentwicklung von Hero Quest, die auf Deutsch unter dem Namen Herr des Schwertes erschien.
- 1990: Nordamerikanische Version mit stark angepasstem Regelwerk
- 1990: HeroQuest Advanced Quest Edition, in Deutschland 1992 als HeroQuest Master Edition
- 1991: Japanische Version mit leicht angepasstem Regelwerk und neuer Hintergrundgeschichte
- 2015–2016 Hero Quest 25, mehrere Croundfoundig-Projekte zum 25-jährigen Jubiläum produziert von Gamezone.
- 2021: Neuauflage des Originalspiels von Avalon Hill
- 2021: Heroic- und Mythic-Editionen der Neuauflage mit zusätzlichen Inhalten für Unterstützer der Crowdfunding-Kampagne

## Unterschiede der Neuauflage zum Original
In der Neuauflage wurden sämtliche Designs der Heroen und Monster überarbeitet, wodurch die Figuren nun deutlich detaillierter ausfallen, als noch beim Original. Der männliche Alb durch eine weibliche Elfe ersetzt, auch Orks und Goblins sind nun in sowohl männlicher als auch weiblicher Form vorhanden. Fimire wurden durch Abscheulichkeiten und Chaoskrieger durch Schreckenskrieger ersetzt, da die Markenrechte an diesen Kreaturen bei Games Workshop liegen. Sämtliches Inventar wie Schränke, Bücher- und Waffenregale, Truhen und Türen bestehen nun aus festem, dreidimensionalem Kunststoffguss, statt wie im Original aus in Plastiksockel gestecktem, bedrucktem Pappkarton. Die Sockel (Bases) der Figuren sind nun rund statt eckig und das Spielbrett ist etwas größer als beim Original. Die beiden Varianten sind daher nicht miteinander kompatibel, da durch den veränderten Maßstab auch die Pappmarker für Fallen, Blockierungen und Geheimtüren eine andere Größe haben.
Auch beim Regelwerk gab es dezente Anpassungen, so haben Monster nun je nach Klasse unterschiedlich viele Lebenspunkte, wohingegen im Original jedes Monster lediglich einen Lebenspunkt hatte. Außerdem ist die Suche nach Fallen oder Geheimtüren nun in zwei separate Aktionen aufgeteilt, wobei nur eine Aktion pro Zug ausgeführt werden kann, während es im Original noch eine kombinierte Aktion war.
Die Neuauflage gibt es, neben der im Handel erhältlichen Basisversion, in zwei weiteren Varianten (sog. Tiers), die ausschließlich an Unterstützer der Crowdfunding-Kampagne ausgeliefert wurden: Das Heroic Tier, welches zusätzliche, exklusive Miniaturen enthält, sowie das Mythic Tier, die neben dem Grundspiel alle Boni der während der Kampagne erreichten Stretchgoals, zwei Erweiterungen und zwei weitere, exklusive Miniaturen enthält.

## Erweiterungen
| Jahr | Erweiterung                  | Anmerkungen                             |
| ---- | ---------------------------- | --------------------------------------- |
| 1989 | Karak Varn                   |                                         |
| 1990 | Die Rückkehr des Hexers      |                                         |
| 1990 | Gegen die Ogre Horden        |                                         |
| 1991 | Morcars Magier               |                                         |
| 1992 | Barbarian Quest Pack         | Nur in Nordamerika erschienen           |
| 1992 | Quest Pack for the Elf       | Nur in Nordamerika erschienen           |
| 2021 | Die Bastion Kellars Keep     | Neuauflage von Karak Varn               |
| 2021 | Die Rückkehr des Hexen-Lords | Neuauflage von Die Rückkehr des Hexers  |
| 2022 | Der eisige Schrecken         | Neuauflage von Barbarian Quest Pack     |
| 2023 | Die Spiegelmagierin          | Neuauflage von Quest Pack for the Elf   |
| 2023 | Der Mond des Schreckens      | Erste neue Erweiterung von Avalon Hill  |
| 2024 | Die Prophezeiung von Telor   |                                         |
| 2024 | Die Geisterkönigin           |                                         |
| 2024 | Die Horde der Oger           | Neuauflage von Gegen die Ogre Horden    |
| 2024 | Der Dschungel von Delthrak   | Zweite neue Erweiterung von Avalon Hill |

Neben dem Grundspiel sind für das Original insgesamt sechs und für die Neuauflage bislang acht Erweiterungssets erschienen bzw. angekündigt, wobei es sich bei einigen um Neuauflagen der Erweiterungen des Originals handelt. Diesen Erweiterungen liegen jeweils eine Reihe neuer Herausforderungen, Schablonen und Marker für das Spielfeld sowie weitere Miniaturen bei. Einzelne Sets enthalten zusätzlich Regelergänzungen, neue Spielkarten wie Schätze und Zauber oder alternative Heroenfiguren. Außerdem sind unter dem Namen Hero Collection bislang drei Mini-Erweiterungen für die Neuauflage erschienen, die jeweils einen neuen, spielbaren Heroen in weiblicher und männlicher Form beinhalten.

### Karak Varn / Die Bastion Kellars Keep
Karak Varn (engl. Kellar’s Keep) erschien 1989 und in überarbeiteter Version 2021 unter dem Namen Die Bastion Kellars Keep und enthält zehn neuen Herausforderungen, in denen die vier Heroen den König und seine Armee aus der unterirdischen Bastion Karak Varn der ehemaligen Zwergenfestung Kaba Karn befreien, die von Zargon und seinen Monstern bewacht wird. Zum Spielen des Abenteuers sind ursprünglich 19, in der Neuauflage 17 zusätzliche Monsterminiaturen (Orks, Goblins und Fimire/Abscheulichkeiten), ein Stanzbogen mit Kartonmarkern, zwei Türmarker und in der Neuauflage auch vier neue Ausrüstungskarten und zehn Artefaktkarten enthalten.

### Die Rückkehr des Hexers / Die Rückkehr des Hexen-Lords
Das zweite Erweiterungsset Die Rückkehr des Hexers (engl. Return of the Witch Lord) erschien ebenfalls 1989 und 2021 als Neuauflage unter dem Namen Die Rückkehr des Hexen-Lords und enthält zehn neue Herausforderungen, in denen die Heroen den besiegt geglaubten Hexer bzw. Hexenlord und seine Armee von Untoten besiegen müssen. Das Set enthält 16 Untotenminiaturen (Zombies, Skelette, Mumien), einen Stanzbogen mit Kartonmarkern, zwei Türmarker sowie in der Neuauflage vier neue Ausrüstungs- und zehn Artefaktkarten.

### Gegen die Ogre Horden / Die Horde der Oger
Das dritte Erweiterungset Gegen die Ogre Horden (engl. Against the Ogre Horde) von 1990 erschien nur in Europa und Australasien und enthielt mit sieben Ogerminiaturen in vier Varianten erstmals Monsterfiguren, die im Basisspiel noch nicht enthalten waren. Darüber hinaus sind sieben neue Szenarien, Regelzusätze, Kartonmarker und -Schablonen und als Dekorationsobjekt ein Oger-Thron enthalten. Eine Neuauflage des Sets erschien unter dem Titel Die Horde der Oger im April 2024. Diese beinhaltet nun zehn statt wie im Original sieben Abenteuer sowie einen komplett neuen Arena-Modus. Außerdem ist mit der Druidin / dem Duiden eine neue, spielbare Heroenklasse enthalten.

### Morcars Magier
Auch Morcars Magier (engl. Wizards of Morcar) wurde 1991 ausschließlich in Europa und Australasien veröffentlicht. Die Erweiterung brachte vier Zauberer als neue Gegner in das Spiel und zwölf Landsknechte, die den Heroen im Kampf zur Seite stehen. Neben deren Miniaturen sind fünf Herausforderungen, Kartonmarker, 24 Magiekarten für die gegnerischen Zauberer und neun weitere für die Spieler, 23 Söldner-Karten und acht zusätzliche Schatzkarten enthalten.

### Der eisige Schrecken
Der eisige Schrecken (engl. The Frozen Horror, ursprünglich Barbarian Quest Pack) erschien 1992 zunächst ausschließlich in Nordamerika. Im Zuge einer Neuauflage wurde das Set übersetzt und erschien 2022 auch außerhalb Nordamerikas. In dieser Erweiterung müssen die Heroen im eisigen Nordland den titelgebenden eisigen Schrecken und seine Schergen besiegen. Das Set beinhaltet zehn neue Herausforderungen, die Barbarin als neue, spielbare Figur (die jedoch von ihren Klassenwerten her identisch zum männlichen Barbaren ist), ein neues Würfel-Set, zwei neue Türmarker, neue Miniaturen (den Eisigen Schrecken, zwei Yetis, zwei Eisbären, zwei Eiskobolde sowie 12 Söldner, die von den Heroen angeheuert werden können), ein zusätzlicher Block mit Persönlichkeitspässen, 35 neue Karten mit Schätzen, Artefakten, Ausrüstung und Schreckenszaubern und drei Stanzbögen aus Karton mit zusätzlichen Spielfeldmarkierungen.

### Die Spiegelmagierin
Die Spiegelmagierin (engl. The Mage of the Mirror, ursprünglich Elf Quest Pack bzw. Quest Pack for the Elf) erschien 1992 zunächst ausschließlich in Nordamerika. Im Zuge einer Neuauflage wurde das Set übersetzt und erschien 2023 auch außerhalb Nordamerikas. In dieser Erweiterung müssen die Heroen die titelgebende Magierin Sinestra bezwingen und die Prinzessin des Königreiches befreien. Das Set beinhaltet zehn neue Herausforderungen, den männlichen Elfen als neuen, spielbaren Heroen (der wie auch die Barbarin aus Der eisige Schrecken von seinen Klassenwerten her identisch zu seinem weiblichen Gegenstück aus dem Basisspiels ist), neue Miniaturen, 35 neue Karten mit Schätzen, Artefakten, Ausrüstung und Schreckenszaubern, Stanzbögen aus Karton mit zusätzlichen Spielfeldmarkierungen, neue Türmarker sowie einen Satz neuer Möbelstücke (Schränke, Regale, Tische, Truhen und einen Kamin) im neuen Design.

### Der Mond des Schreckens
Der Mond des Schreckens (engl. Rise of the Dread Moon) ist das erste, von Avalon Hill komplett neu entwickelte Erweiterungsset und das erste neue nach über 30 Jahren. Es erschien im Sommer 2023. Die Heroen müssen in dieser Erweiterung das Elfenreich Elethorn gegen die Truppen von Sir Ragnar verteidigen, den sie in früheren Abenteuern noch retteten und der nun zum Verräter geworden ist. Das Set enthält den aus der Mini-Erweiterung Commander of the Guardian Knights bekannten Ritter als neuen, spielbaren Heroen, zehn neue Herausforderungen, 29 neue Miniaturen, 58 Karten mit neuer Ausrüstung, Artefakten, Schätzen und Charakterfähigkeiten, neue Möbelstücke und Türmarker sowie Stanzbögen aus Karton mit neuen Spielfeldmarkierungen.

### Die Prophezeiung von Telor
Die Prophezeiung von Telor (engl. The Prophecy of Telor) ist das zweite, von Avalon Hill neu entwickelte Erweiterungsset und erschien Anfang 2024 in Europa. Die Heroen müssen hier in die Labyrinthe des verstorbenen Magiers Melar eindringen und einen mächtigen Talisman bergen. Die Erweiterung beinhaltet die Hexenmeisterin (engl. Warlock) als neue, spielbare Heroin, 14 neue Herausforderungen, 14 neue Karten mit Zaubern und Ausrüstung, neue Würfel und 14 weitere, neue Miniaturen, wobei diese wie schon bei Die Prophezeiung von Telor dem alternativen Kreaturen-Design der Bonusfiguren des Mythic Tier-Sets entsprechen, nun aber orangefarben und halbtransparent sind.

### Die Geisterkönigin
Die Geisterkönigin (engl. Spirit Queen's Torment) ist das dritte im Original von Avalon Hill veröffentlichte Erweiterungsset und ist für Anfang 2024 in Europa angekündigt, während es in den Vereinigten Staaten bereits Ende 2023 erschien. Die Heroen müssen hier das Gleichgewicht zwischen der Geister- und der realen Welt wiederherstellen und sich der titelgebenden Geisterkönigin stellen. Die Erweiterung beinhaltet den (Ork-)Barden als neuen, spielbaren Heroen, 14 neue Herausforderungen, 15 neue Karten mit Zaubern und Ausrüstung, neue Würfel und 14 weitere, neue Miniaturen, wobei diese dem alternativen Kreaturen-Design der Bonusfiguren des Mythic Tier-Sets entsprechen, nun aber türkisfarben und halbtransparent sind.

### Der Dschungel von Delthrak
Der Dschungel von Delthrak (engl. Jungles of Delthrak) ist die vierte, neu von Avalon Hill entwickelte Erweiterung und erschien Ende Mai 2024. In diesem Abenteuer verschlägt es die Heroen in den namensgebenden Dschungel von Delthrak, um ein gestohlenes Zwergen-Artefakt zu bergen, welches einen verderbenden Einfluss auf den Dschungel hat und Tiere zu Monstern werden lässt. Die Erweiterung beinhaltet 16 neue Herausforderungen, mit dem Entdecker sowie dem Berserker erstmals gleich zwei neue, spielbare Heroen in jeweils männlicher und weiblicher Form, 29 neue Miniaturen, 36 neue Karten mit Zaubern und Ausrüstung sowie mehrere neue Aufleger für das Spielbrett aus Karton.

### Hero Collection
- 2021: Commander of the Guardian Knights[41] - Enthält den Ritter (engl. Knight) als neuen, spielbaren Heroen in weiblicher und männlicher Form und ist nur in englischer Sprache erhältlich. Der Ritter als spielbarer Heroe ist ebenfalls Bestandteil der Erweiterung Der Mond des Schreckens.
- 2022: The Rogue Heir of Elethorn[42] - Enthält den Schurken (engl. Rogue) als neuen, spielbaren Heroen in weiblicher und männlicher Form und ist nur in englischer Sprache erhältlich.
- 2024: Der Pfad des Wandernden Mönchs (engl. Path of the Wandering Monk)[43] - Enthält den Mönch als neuen, spielbaren Heroen in weiblicher und männlicher Form und ist als erstes Set der Hero Collection in weiteren Lokalisationen erschienen, unter anderem in Deutsch.

### Der Aufbruch
Der Aufbruch (engl. First Light) wurde für Anfang 2025 angekündigt und soll mit einer unverbindlichen Preisempfehlung von €44,90 eine günstigere Variante des Basisspiels darstellen. So sind diesmal alle Monster, Möbelstücke und Türen wie schon im Original von 1989 lediglich Kartonaufsteller, lediglich die Heroenfiguren bestehen nach wie vor aus Kunststoffguss, stellen allerdings alternative Versionen derer des Basisspiels dar. Des Weiteren ist eine komplett neue Drachenminiatur enthalten. Der Aufbruch soll mit allen bisher erschienenen Erweiterungen kompatibel sein.
Das Spielbrett unterscheidet sich von der Anordnung der Räume her deutlich vom Basisspiel. So ist es laut offizieller Beschreibung zweiseitig, und es ist, bis auf eine Ausnahme, kein Raum direkt mit dem anderen verbunden, folglich gibt es mehr und verwinkeltere Gänge. Ausrüstung, Zauber und Schätze sind identisch zum Basisspiel, das Regelbuch soll jedoch übersichtlicher gestaltet sein, um die Einsteigerfreundlichkeit des Spiels zu erhöhen.

### Weitere Abenteuer
Abseits der separat im Einzelhandel erschienenen Sets sind einzelne neue Szenarien (‚Quests‘) auf verschiedenen Wegen veröffentlicht worden. So wurden zum Originalspiel neue Herausforderungen in mehreren Ausgaben der Zeitschrift White Dwarf von Games Workshop veröffentlicht oder waren in HeroQuest-Romanen abgedruckt. Für die Neuauflage von Avalon Hill erschienen neben exklusiven Inhalten für Unterstützer der Crowdfunding-Aktion auch neue Szenarien online zum kostenfreien Herunterladen oder wurden auf Spielwarenmessen verteilt. Diese enthalten zum Teil auch Regelerweiterungen und neue Karten zum Ausdrucken.
| Szenario                        | Erschienen                                                               | Inhalt | Autor(en)             |
| ------------------------------- | ------------------------------------------------------------------------ | --- | --------------------- |
| The Plague of Zombies           | 1990 als Beispiel auf der Rückseite des Adventure Design Kits            | Eine Herausforderung |                       |
| The Halls of Durrag-Dol         | 1991 in Ausgabe 134 von White Dwarf                                      | Eine Herausforderung mit den neuen Gegnertypen Troll, Rattenoger, Skaven-Krieger und Weißer Seher; die im Basisspiel enthaltenen Rattenminiaturen werden spielerisch eingesetzt                                | Ken Rolston           |
| Revenge of the Weather Man      | 1991 im Comic-Sonderheft A Marvel Winter Special                         | Eine Herausforderung mit den neuen Gegnertypen Eis-Gargoyle und Wandernder Sensenmann sowie zahlreichen neue Markern                                                                                           | Ken Walton, Jo Walton |
| The Eyes of Chaos               | 1992 in Ausgabe 145 von White Dwarf                                      | Zwei Herausforderungen mit vier neuen Gegnertypen (Oger, Ogerhäuptling, Troll, Chaos-Hexer) und dem Charakter Pierre Chancier, der die Heroen unterstützt                                                      | Carl Sargent          |
| Running the Gauntlet            | 1992 im Roman The Screaming Spectre                                      | Eine Herausforderung für einen Spieler (nebst Spielleiter) in der Rolle des Zauberers | Dave Morris           |
| A Growl of Thunder              | 1993 im Roman The Tyrant‘s Tomb                                          | Eine Herausforderung für einen Spieler (nebst Spielleiter) in der Rolle des Barbaren | Dave Morris           |
| O Resgate                       | 1994 in Ausgabe 6 der brasilianischen Zeitschrift Dragão                 | Drei Herausforderungen | Di’Follkyer           |
| Ataque ao Mago Dorminhoco       | 1994 in Ausgabe 8 der brasilianischen Zeitschrift Dragão                 | Drei Herausforderungen | Roberto De Moraes     |
| Inn of Chaos                    | 1996 in Ausgabe 5 der Zeitschrift Adventures Unlimited                   | Eine Herausforderung mit den neuen Gegnertypen Chaoszauberer und magischer Schädel; spielt in einem Gasthaus statt einem Verlies                                                                               | Greg Fewer            |
| Rogar’s Hall                    | 2020 als Download auf der Herstellerwebsite                              | Übungsszenario; führt „Natchga-Goblins“ als Gegner ein | Stephen Baker         |
| Prophecy of Telor               | 2021 als Bonus für Unterstützer der Crowdfunding-Kampagne zur Neuauflage | 13 Herausforderungen | Stephen Baker         |
| The Spirit Queen’s Torment      | 2021 als Bonus für Unterstützer der Crowdfunding-Kampagne zur Neuauflage | 14 Herausforderungen | Teos Abadia           |
| The Crypt of Perpetual Darkness | 2021 als Bonus für Unterstützer der Crowdfunding-Kampagne zur Neuauflage | Zehn Herausforderungen, die dazugehörigen Kartonschablonen und -marker sowie zwei neue Artefaktkarten und eine über 90 mm hohe Drachenminiatur.                                                                | Joe Manganiello       |
| Forsaken Tunnels of Xor-Xel     | 2021 als Download auf der Herstellerwebsite                              | Verbindet die Erzählung des Basisspiels mit der des ersten Erweiterungssets Die Bastion Kellars Keep; führt „The Thing Below“ als Gegner ein                                                                   | Doug Hopkins          |
| New Beginnings                  | 2022 als Download auf der Herstellerwebsite                              | Alternatives Einführungsszenario, das mit den Spielregeln vertraut machen soll und dazu leicht abgewandelte Regeln zum Spielablauf verwendet; führt „Zoryana Wretched Crone of the Dread Flame“ als Gegner ein | Doug Hopkins          |
| Into the Northlands             | 2022 als Download auf der Herstellerwebsite                              | Vorspiel zu Der eisige Schrecken für einen Spieler (nebst Spielleiter) in beliebiger Rolle; enthält vier neue Artefaktkarten und den Wolf als Begleiter für Heroen                                             | Doug Hopkins          |
| Knight Fall                     | 2023 als Download auf der Herstellerwebsite                              | Vorspiel zu Der Mond des Schreckens; führt Geister als Gegner ein |                       |

## Rezeption
HeroQuest sei insbesondere für Gelegenheitsspieler oder jüngere Spieler und Familien interessant. Auch ohne nostalgische Erinnerungen sei das Brettspiel spannend und stimmungsvoll, gleichzeitig besonders zugänglich und mit vergleichsweise wenig Aufwand zu spielen. Das eingängige Spielprinzip sorge für einen guten Spielfluss. Ein mit dem Regelwerk vertrauter Spielleiter ermöglicht der Spielergruppe sofort loszuspielen. HeroQuest sei durch seine geringe Komplexität ein geeigneter Einstieg in Dungeon Crawler und Rollenspiele, könne jedoch nicht mit moderneren Adaptionen seines Spielprinzips mithalten und erfahrenere Spieler unterfordern. Das simple Kampfsystem böte wenig strategische Optionen. Beim Einsatz aller vier Heroen seien Kämpfe in der Regel leicht zu gewinnen, das Spiel mit weniger als vier Heroen dagegen deutlich schwieriger. Nach wenigen Herausforderungen würden Partien „langatmig und eintönig“, dem angestaubten Regelwerk sei sein Alter von mehr als 30 Jahren anzumerken.
Die Verarbeitung der Neuauflage sei gelungen. Die Miniaturen seien detailliert umgesetzt und das Spielmaterial robuster, wenn auch im Stil abweichend vom Original. Insgesamt orientiere sich die Neuauflage sehr nah am Vorbild. Das Spielgefühl bliebe dadurch unverändert und ein Kauf lohne sich für Besitzer der Originalausgabe demnach eher nicht. Die unverbindliche Preisempfehlung von 130 Euro sei angesichts verfügbarer Alternativen „happig“ und spräche für eine Hauptzielgruppe „kaufkräftiger Mittvierziger“.

### Romane
Zu HeroQuest erschienen drei Fantasy-Romane von Dave Morris:
- HeroQuest: The Fellowship of Four. 1991, ISBN 0-552-52721-1 (englisch, enthält neben einer Geschichte das Abenteuerspielbuch In the Night Season).
- HeroQuest: The Screaming Spectre. 1992, ISBN 0-552-52776-9 (englisch, enthält neben einer Geschichte das Abenteuerspielbuch Beyond the World‘s Edge und die Quest Running the Gauntlet).
- HeroQuest: The Tyrant‘s Tomb. 1993, ISBN 0-552-52777-7 (englisch, 179 S., enthält neben einer Geschichte das Abenteuerspielbuch The Treasure of Chungor Khan und die Quest A Growl of Thunder).

### Computerspielumsetzungen
Gremlin Interactive veröffentlichte 1991 eine Computerspieladaption für mehrere PC-Systeme mit dem separaten Addon Return of the Witch Lord. Im Jahr 1994 erschien die Fortsetzung HeroQuest 2: Legacy of Sorasil für Amiga 1200 und Amiga CD32. Mit einer kostenfreien Mod für den Tabletop Simulator (Berserk Games, 2015) lassen sich Brettspielpartien von HeroQuest unter Windows, Linux und macOS simulieren.

### Nachfolger
Games Workshop veröffentlichte 1989 Advanced HeroQuest, das in Deutschland als Herr des Schwertes von Klee vertrieben wurde. Der Nachfolger für einen bis fünf Spieler sollte mit erweiterten Regeln weiter in die Rollenspielwelt einführen. Nach Erscheinen einer Erweiterung The Terror in the Dark wurde dessen Vertrieb 1991 eingestellt. Eine vereinfachte Variante erschien 1991 mit Mighty Warriors. 1995 veröffentlichte Games Workshop Warhammer Quest mit einem vergleichbaren Spielprinzip und mehreren Erweiterungen. 2016  und 2017 erschienen mit Silver Tower und Shadows Over Hammerhal Varianten von Warhammer Quest.
HeroQuest gilt als Brettspielklassiker mit Kultstatus und  als Vorläufer und Inspiration später erschienener Dungeon Crawler, darunter
- Die Claymore-Saga, von Milton Bradley (deutsche Version des englischen Brettspiels Battle Masters, das 1992 erschien)
- Die Brettspielreihe zu Das Schwarze Auge (Burg des Schreckens, Dorf des Grauens, Tal des Drachens, Schlacht der Dinosaurier)
- Die Legende des Sagor, eine Variante mit elektronischem Zubehör
- Dungeons und Dragons, Parker
- Descent: Die Reise ins Dunkel (2005)[60]
- Doom – Das Brettspiel (2005, auf Grundlage des Computerspiels Doom 3)
- Maus und Mystik (Asmodee, 2012)[60]
- Dungeon Saga (2015)
- Gloomhaven (Feuerland, 2017)[42][60]
- Descent: Legenden der Finsternis (Fantasy Flight Games, 2021)[42]
- ISS Vanguard[42]